# Isla (Whiskybrennerei)
Isla, auch Clockserrie genannt, war eine Whiskybrennerei in Perth, Perth and Kinross, Schottland. Der erzeugte Brand war somit der Whiskyregion Highlands zuzuordnen. Die Brennerei ist nicht mit der Strathisla-Brennerei zu verwechseln.

## Geschichte
Die Brennerei wurde 1851 von Alexander Forbes unter dem Namen Clockserrie gegründet. Hierzu wurde eine bereits bestehende Brauerei umgerüstet. Bis 1920 war das Unternehmen in Familienbesitz und wurde dann von der Tay Distillers Co. übernommen. Als diese 1923 Konkurs anmeldete, erwarb die Distillers Company Ltd. (DCL) den Betrieb und schloss ihn schließlich 1926. Wann genau die Brennerei von Clockserrie zu Isla umbenannt wurde, ist nicht überliefert.
Als Alfred Barnard im Rahmen seiner bedeutenden Whiskyreise im Jahre 1886 die Brennerei besuchte, verfügte sie über eine jährliche Produktionskapazität von 30.000 Gallonen. Es standen drei Brennblasen, eine 700 Gallonen fassende Grobbrandblase (Wash Still) sowie zwei 600 beziehungsweise 350 Gallonen fassende Feinbrandblasen (Spirit Stills) zur Verfügung.